# Juan Carlos Garrido
Pour les articles homonymes, voir Garrido (homonymie).
Juan Carlos Garrido, né à Valence le 29 mars 1969, est un entraîneur de football. Il s'est fait connaître en amenant le Villarreal CF à la quatrième place du championnat en 2010-2011 et en demi-finales de la Ligue Europa la même saison.

## Carrière
Juan Carlos Garrido commence sa carrière d'entraîneur très jeune. Il a seulement vingt-trois ans lorsqu'il est nommé à la tête du petit club amateur d'El Puig en 1991. Il entraîne cette équipe durant sept ans puis rejoint le CD Onda en 1996. À l'époque, il s'agit du club-école du Villarreal CF et il évolue en Tercera División, le quatrième niveau hiérarchique du football espagnol. En 2002, il est nommé à la tête de l'équipe réserve de Villarreal, avec laquelle il est promu en Tercera División après une saison. Il reprend ensuite la direction des espoirs du club puis revient diriger la réserve durant quelques mois en 2004.
Juan Carlos Garrido dirige ensuite les équipes de jeunes de Villarreal durant quatre ans. En janvier 2008, il est de nouveau appelé pour diriger la réserve, en remplacement de Juan Carlos Oliva. Il parvient à accrocher en fin de saison le maintien de l'équipe en Segunda División B, le troisième niveau du football espagnol. La saison suivante, il mène l'équipe à la victoire lors des « play-offs » de promotion vers la Segunda División A. Le 1er février 2010, il est nommé à la tête de l'équipe première pour remplacer Ernesto Valverde, licencié. Il reçoit ensuite un contrat jusqu'en juin 2011 et parvient à ramener l'équipe à la septième place en fin de championnat. À la suite de la suspension du RCD Majorque, rendant le club inéligible pour la Ligue Europa, Villarreal est autorisé à prendre sa place lors de la prochaine édition.
La saison 2010-2011 du club est marquée par la réussite. Il échoue en demi-finales de la Ligue Europa face au FC Porto, le futur vainqueur. En championnat, le club se classe quatrième, une place qualificative pour les barrages de la Ligue des champions. Il y élimine les Danois du Odense Boldklub mais termine ensuite dernier de sa poule. Les résultats ne sont guère meilleurs en championnat, le club luttant pour son maintien. Le 21 décembre 2011, Juan Carlos Garrido est licencié à la suite d'une défaite en Coupe du Roi face au CD Mirandés, un club de troisième division.
Après quasiment un an sans entraîner, il est nommé entraîneur principal du FC Bruges le 15 novembre 2012, à la place de Georges Leekens renvoyé deux semaines auparavant. Il devient le premier entraîneur espagnol à exercer en première division belge. Dès son intronisation, il ramène le club brugeois vers le top-6 et écarte plusieurs joueurs qu'il considère comme insuffisants pour l'équipe.
Le 19 septembre 2013, Garrido est limogé par le FC Bruges.
Le 2 décembre 2013, Garrido est nommé entraîneur du Real Betis à la place de Pepe Mel alors que le club occupe la dernière place du classement. Le 19 janvier 2014, Garrido est remplacé par Gabriel Calderón alors que le club occupe toujours la dernière place.
En 2014, il est nommé entraîneur d'Al Ahly SC, et fait ses premières expériences en Afrique où il remporte avec le club égyptien la Coupe de la CAF et la Supercoupe d'Égypte.
En 2016, il entraîne en Arabie saoudite Ettifaq FC.
Le 1er juin 2017, le journal de Marca annonca que le Raja Club Athletic fait des négociations avec l'entraîneur espagnol pour rejoindre le club la saison 2017-2018. Le 20 juin 2017, Juan Carlos Garrido est nommé entraîneur du Raja Club Athletic à la place de l’entraîneur marocain  Mohamed Fakhir.
Le 28 janvier 2019, le Raja Casablanca annonce son licenciement en raison de en raison de "dysfonctionnements techniques importants ayant affecté négativement la cohésion et les résultats" de l'équipe.
Le 25 février 2020 le Wydad Casablanca annonce son recrutement en tant qu'entraîneur.

## Palmarès en tant qu’entraîneur
Al Ahly  SC
- Coupe de la confédération
  - Vainqueur : 2014.
- Supercoupe d'Égypte de football
  - Vainqueur : 2014.

 Raja Club Athletic
- Coupe du Trône
  - Vainqueur : 2017
- Coupe de la confédération
  - Vainqueur : 2018